# Oľga Ondreičková
Oľga Ondreičková (* 14. ledna 1935, Bratislava) je slovenská architektka.

## Životopis
Narodila se 14. ledna 1935 v Bratislavě. Vystudovala Fakultu architektury a pozemního stavitelství SVŠT v Bratislavě; poté pracovala v podniku Spojprojekt.
Její specialitou byly poštovní a telekomunikační budovy. Mezi její nejvýznamnější díla patří budova spojů na Štrbském Plese, postavená v souvislosti s přípravou Mistrovství světa v lyžování v roce 1970. Charakteristickým rysem jejích staveb je pohledový beton a zavěšené skleněné fasády. Za stavbu pošty v Praze na Pankráci obdržela Cenu Dušana Jurkoviče (v té době zvanou Cena Svazu slovenských architektů). Mezi její další stavby patří pošty v Dubnici nad Váhom a Bratislavě-Petržalce.
Její manžel je Pavol Ondreička, rovněž architekt.

## Fotogalerie

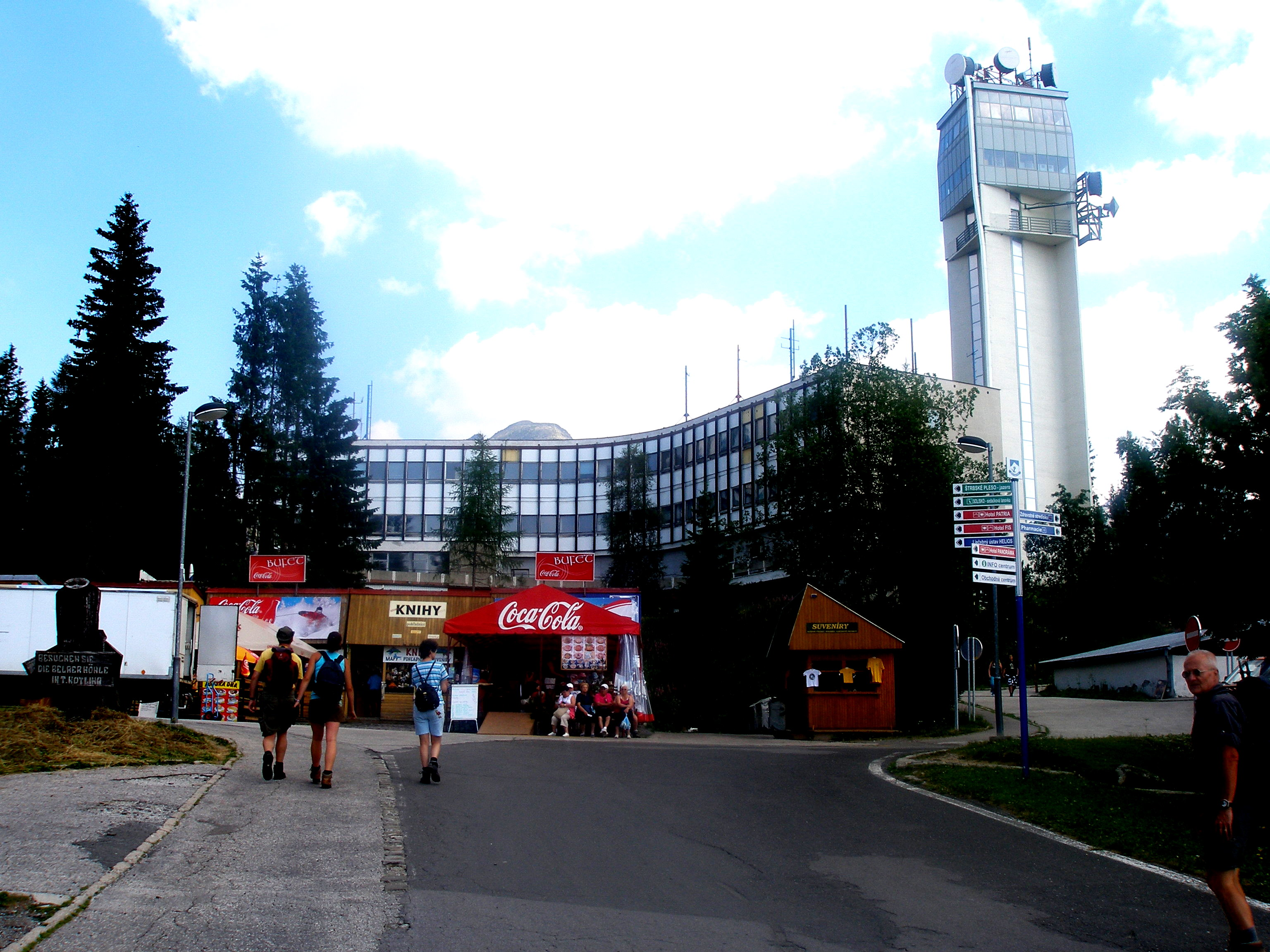
Budova spojů na Štrbském Plese (1970)
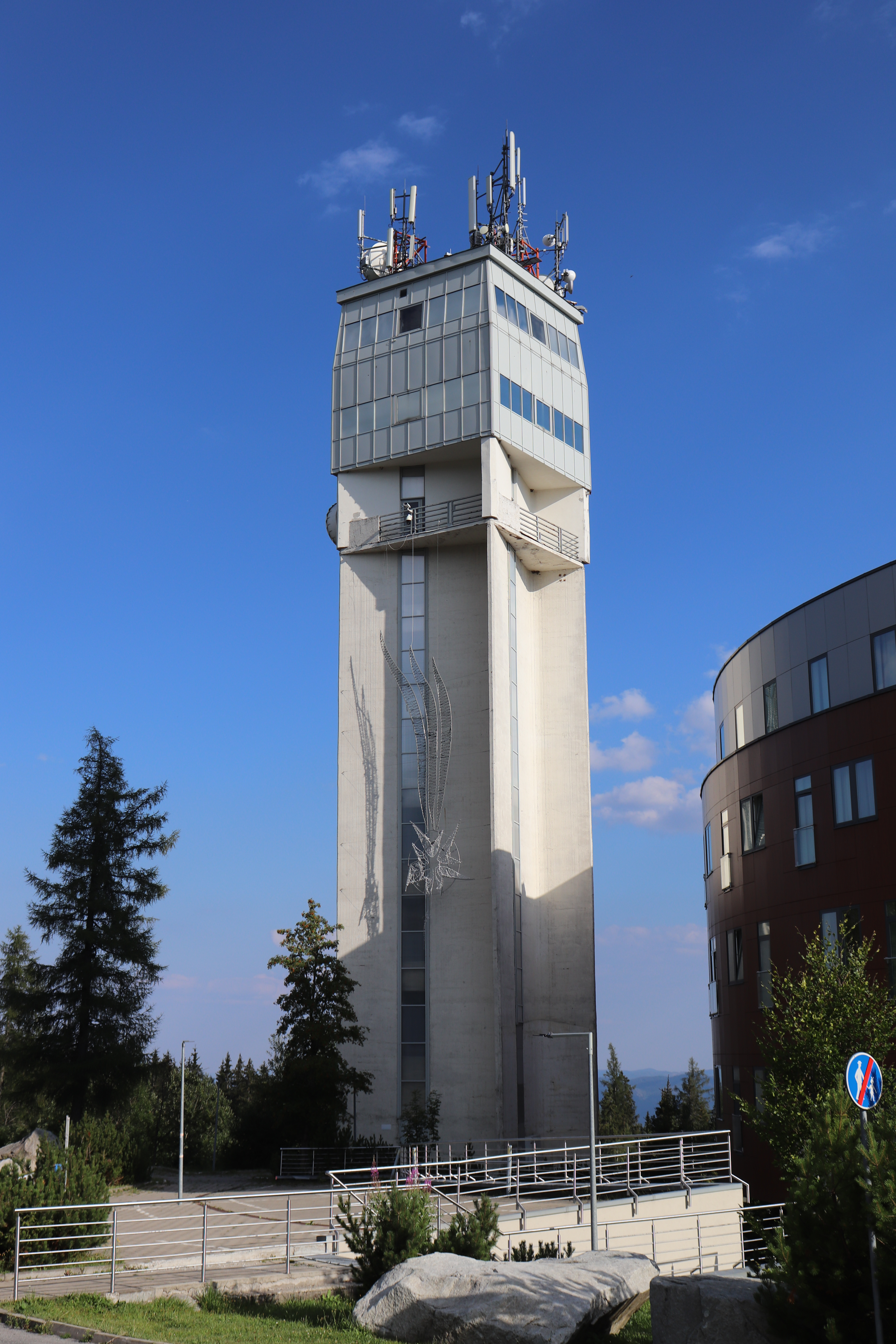
Detail vysílače na Štrbském Plese (1970)
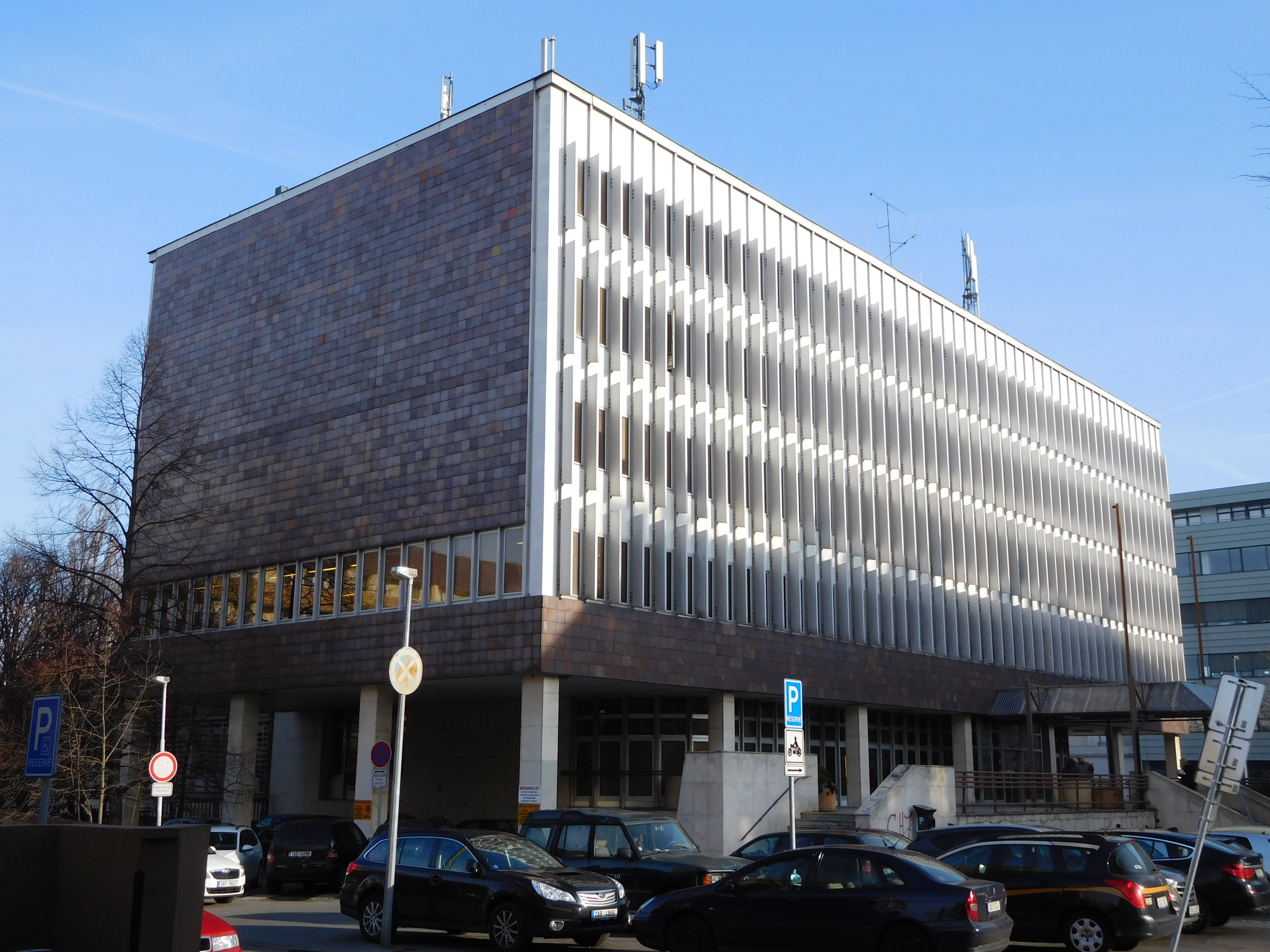
Pošta Praha - Pankrác, Na Strži 42 (1984)